# Ambroise Rouillard
Ambroise Rouillard est né à Québec en Nouvelle-France le 28 mars 1693 et mort de façon accidentelle face du cap à l'Orignal près du Bic le 3 juillet 1769. Il entre dans la congrégation des récollets en 1718 du et est ordonné prêtre en 1723 lors d'une cérémonie qui a lieu dans la chapelle de l'Hôpital général de Québec. Il est assigné comme missionnaire itinérants dans les seigneuries du Bas-Saint-Laurent et en particulier à Rimouski jusqu'en 1735.

## Biographie
Ambroise Rouillard, dont le prénom au baptême est Louis-Joseph, naît à Québec en Nouvelle-France le 28 mars 1693. Il est le fils de Jean Rouillard et de Jeanne Levasseur. Après être entré dans la congrégation des récollets en 1718, il poursuit son cheminement religieux et est ordonné prêtre en 1723. La cérémonie d'ordination a lieu dans la chapelle de l'Hôpital général de Québec.

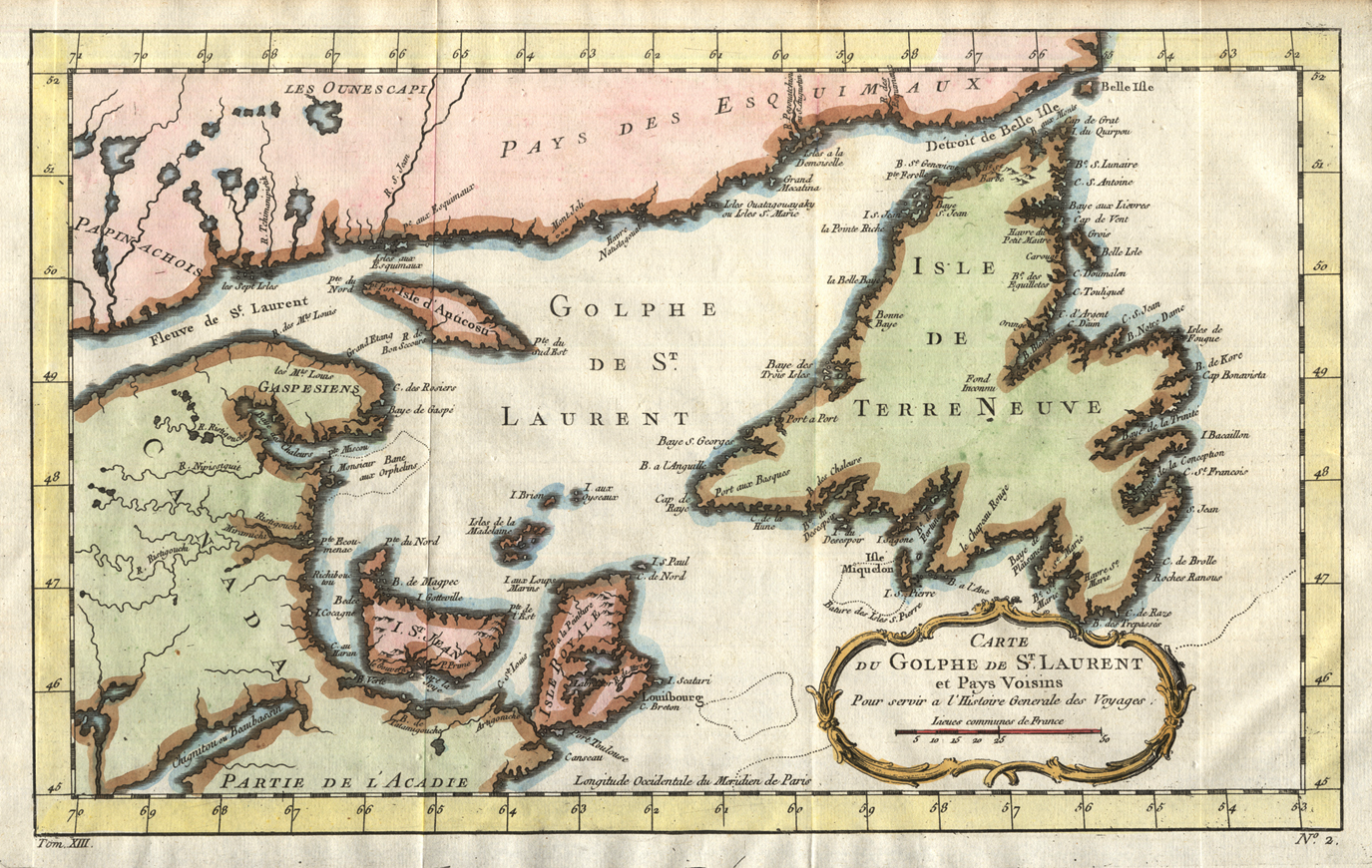
Carte du Golfe Saint-Laurent et de l'Acadie vers 1760 par Nicolas Bellin.

En 1724, il est assigné comme missionnaire itinérant dans les paroisses des seigneuries  du Bas-Saint-Laurent dont les trois postes principaux sont L'Isle-Verte, Trois-Pistoles et Rimouski. En plus « d'être un guide spirituel » pour les paroissiens des trois seigneuries, le père Rouillard agit souvent comme notaires dans leurs affaires et au moins treize actes officiels dont des mariages, des successions et des donations portent sa signature.
En 1728, il agit comme témoin de l'acte de donation de terre à cultiver sur l'île Saint-Barnabé par le seigneur de Rimouski, Pierre Lepage de Saint-Barnabé, à l'ermite Toussaint Cartier. Le père Rouillard entretient d'ailleurs une relation privilégiée avec ces deux Rimouskois et les écrits de l'époque mentionnent qu'il était souvent reçu à la table de l'ermite. En 1734, il officie le mariage de Paul Lepage, frère de Pierre Lepage de Saint-Barnabé à Catherine Rioux, fille du seigneur de Trois-Pistoles et rédige le contrat de mariage des deux époux,. Il demeure en fonction dans le Bas-Saint-Laurent jusqu'en 1735 lorsqu'il est envoyé en mission auprès de la communauté amérindienne de Restigouche. À partir de 1741, les autorités religieuses de la Nouvelle-France l'assigne au service de paroisses situées entre la seigneurie de Sorel et la seigneurie de Sainte-Croix.
En 1745, il est rappelé pour desservir les paroisses du Bas-Saint-Laurent et s'installe à Rimouski. L'année suivante, il officie le mariage de Germain Lepage, fils de Pierre Lepage et futur seigneur de Rimouski, avec la fille du seigneur de Trois-Pistoles, Geneviève Rioux, et en septembre il participe à la rédaction d'actes notariés pour la concession de deux lots afin d'établir les deux fils de Pierre Lepage. Entre 1759 et 1761, pendant la Guerre de Sept Ans, il agit comme aumônier militaire auprès des marins du Machault qui participent à la bataille de la Ristigouche l'une des dernières batailles en sol de Nouvelle-France,. À partir de 1761, il est de retour dans le Bas-Saint-Laurent et en janvier 1767, il assiste l'ermite Toussaint Cartier sur son lit de mort.

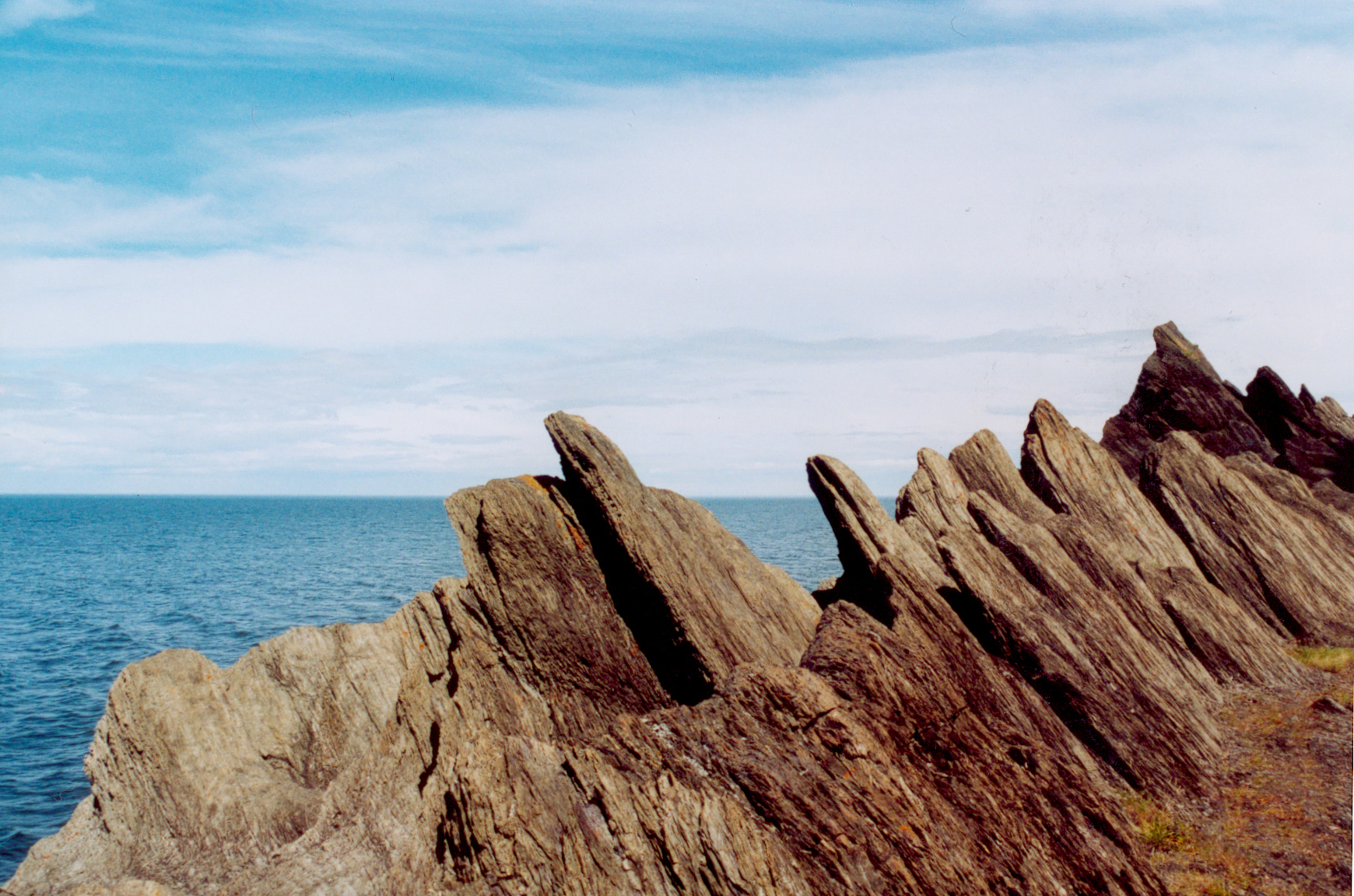
Formations près du fleuve Saint-Laurent au cap à l'Orignal.

Selon la tradition orale raconté par Joseph-Charles Taché, le père Rouillard, âgé de soixante-seize ans, se noie près du Cap à l'Orignal lors de l'été 1769, alors qu'il retournait à Rimouski après une visite à  L'Isle-Verte et Trois-Pistoles. Ce récit est corroboré par les ouvrages de Charles Guay, Chronique de Rimouski de 1873, et de Charles Arthur Gauvreau, Nos paroisses : Trois-Pistoles de 1890, qui tous deux se sont basés sur le témoignage de Charles Lepage, décédé en 1846 à l'âge de 93 ans, et recueilli par Cyprien Tanguay lors de son séjour comme vicaire à Rimouski entre 1843 et 1846.
En l'absence d'un acte de sépulture, le récit de Charles Lepage a longtemps été le seul à raconter les derniers jours du père Rouillard, mais une lettre de l'abbé Joseph-Amable Trutault, curé de Kamouraska entre 1755 et 1800, retrouvée dans les archives du diocèse de Sainte-Anne-de-la-Pocatière confirme les évènements racontés par Charles Lepage. Cette lettre, datée du 10 juillet 1769 et adressée à Mgr Briand, précise la date de la noyade le 3 juillet 1769 ainsi que le récit des événements soit la noyade à l'îlet au Flacon près de Saint-Fabien. Le canot sur lequel se trouvait le père Rouillard a chaviré pendant un orage et une mer très agitée et les deux hommes qui l'accompagnait se sont sauvés alors que le père Rouillard est demeuré sur le canot. Un habitant du Bic, Jean Petit, a récupéré le corps et l'a ramené à Rimouski. Le décès du père Rouillard fait en sorte que les paroisses du Bas-Saint-Laurent ne sont plus desservies que sporadiquement et explique les lacunes du registre de la paroisse de Rimouski entre 1767 et 1774.

## La légende du gobelet d'argent
Une légende est associée aux circonstances du décès par noyade du père Rouillard qui aurait prédit sa mort peu de temps avant l'évènement. La légende du « gobelet d'argent » est racontée par Joseph-Charles Taché dans son livre Forestiers et «Voyageurs» : Les soirées canadiennes de 1863. On y mentionne que deux semaines avant la noyade, le religieux avait accepté qu'on peigne un portrait de lui à la demande du seigneur de Trois-Pistoles, Étienne Rioux, chez lequel il logeait souvent. Lorsqu'il vit le portrait, le père Rouillard affirma qu'il avait l'air d'un noyé.
Lors de ce passage à Trois-Pistoles, le père Rouillard avait demandé au seigneur Rioux de remplacer le gobelet de fer blanc qu'il avait perdu. Le seigneur lui remit alors un gobelet en argent mettant mal à l'aise le père Rouillard qui refusa de prendre possession du précieux objet. Devant l'insistance du seigneur, le père Rouillard accepta le gobelet en mentionnant que s'il venait à périr lors de ses voyages, le gobelet devait être remis au seigneur. Au lendemain de la donation, l'épouse d'Étienne Rioux a retrouvé le gobelet à l'endroit habituel, le père Rouillard s'était noyé le même jour.